# Marie-Ève Nadeau
Vous pouvez aider à l'améliorer ou bien discuter des problèmes sur sa page de discussion.
- Il ne cite pas suffisamment ses sources. Vous pouvez indiquer les passages à sourcer avec {{référence nécessaire}} ou {{Référence souhaitée}}, et inclure les références utiles en les liant aux notes de bas de page. (Marqué depuis avril 2024)
- Certaines informations devraient être mieux reliées aux sources mentionnées dans la bibliographie ou les liens externes. Améliorez sa vérifiabilité en les associant par des références. (Marqué depuis avril 2024)
- Il ne s’appuie pas, ou pas assez, sur des sources secondaires ou tertiaires. (Marqué depuis avril 2024)

- Archive Wikiwix
- Bing
- Cairn
- DuckDuckGo
- E. Universalis
- Gallica
- Google
- G. Books
- G. News
- G. Scholar
- Persée
- Qwant
- (zh) Baidu
- (ru) Yandex
- (wd) trouver des œuvres sur Wikidata

Marie-Ève Nadeau est une réalisatrice québécoise qui travaille entre Montréal et Paris.

## Biographie
D'abord formée comme danseuse professionnelle à l'École supérieure de ballet du Québec, Marie-Eve Nadeau travaille pendant quelques années dans l'industrie de la mode pour ensuite se diriger vers l'art contemporain. À trois reprises, entre 2006 et 2010, elle est invitée au Watermill Center de Robert Wilson à New York où elle remporte l'Armani Design Prize Award for Young Emerging Artists.
Marie-Eve Nadeau crée des installations vidéo : En parallèle (2008), Antichambre (2010), réalise des vidéos d'art : Aparte (2008), Pupilles dégustatives (2009), Dead storage (2010), Mefausti (2012) ainsi que des documentaires : Enfants de sourds (2013), À peau d'homme (2015).
En 2010, elle rencontre le cinéaste français Damien Odoul avec qui elle vit. Elle est la monteuse image de ses derniers films : Le Temps des transhumances (2010), La Richesse du loup (2012), La Peur (2015). Marie-Eve Nadeau est également l'actrice principale du téléfilm Le Reste du monde (2011) et du long-métrage La Richesse du loup (2012).
Avec Damien Odoul et Myrtille Saint-Martin, elle crée Sylvart, un centre d’art brut environnemental en pleine forêt en Lozère. La websérie Art vs Wild (2014) coréalisée avec Damien Odoul pour Arte Creative relate cette expérience. Depuis 2016, elle se consacre à l'écriture.

## Filmographie

### Réalisatrice

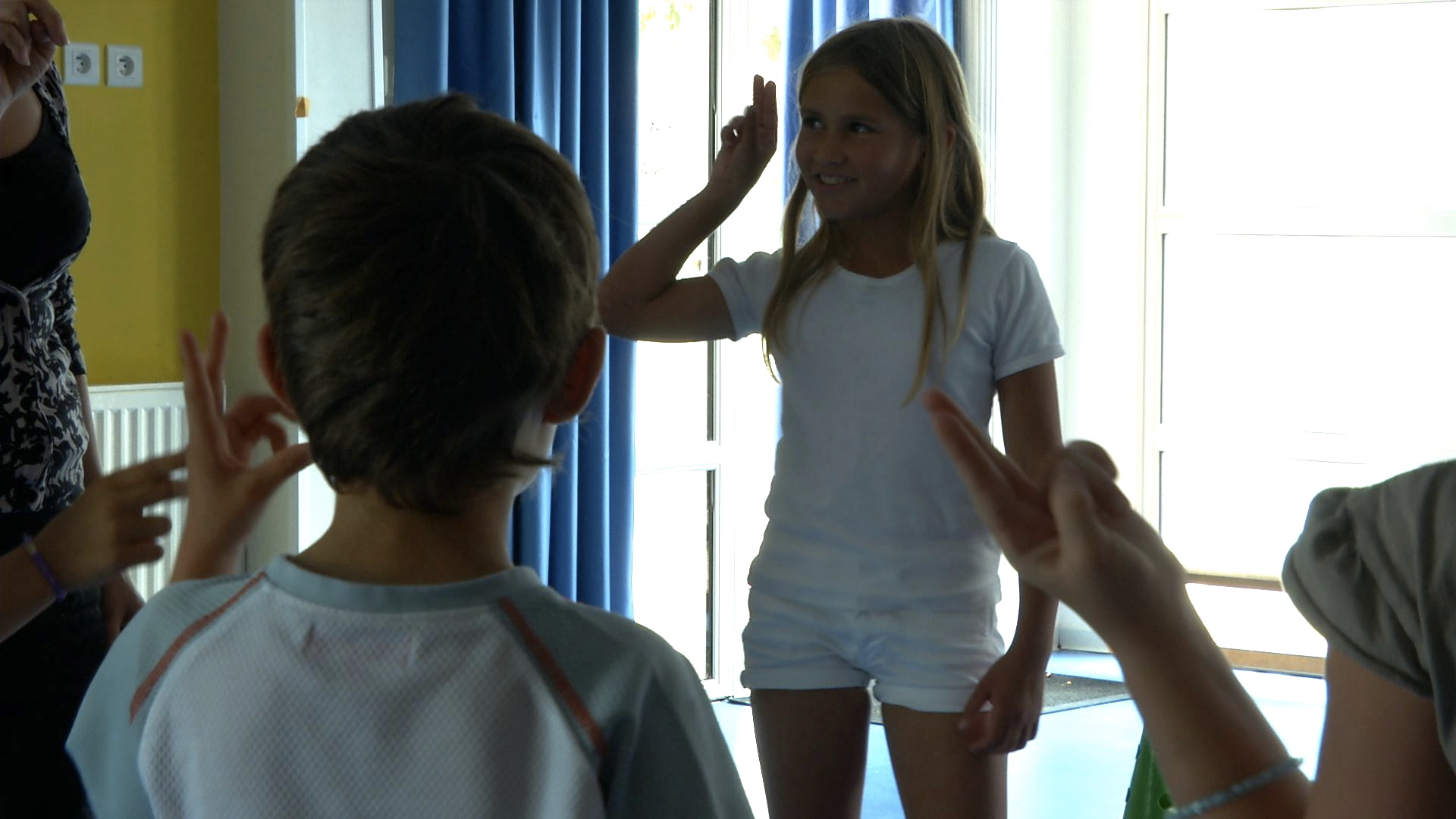
Enfants de sourds.

Documentaires
- 2013 : Enfants de sourds
- 2014 : Art vs Wild (web-série)
- 2015 : À peau d'homme

Vidéos d'art
- 2008 : Aparte
- 2009 : Pupilles dégustatives
- 2010 : Dead Storage
- 2013 : Mefausti

Installations vidéo
- 2008 : En parallèle
- 2010 : Antichambre

### Monteuse image
Longs métrages
- 2012 : La Richesse du loup de Damien Odoul
- 2014 : La Peur de Damien Odoul

Documentaires
- 2010 : Le Temps des transhumances de Damien Odoul

### Actrice
Longs métrages
- 2011 : Le Reste du monde de Damien Odoul
- 2012 : La Richesse du loup de Damien Odoul

Vidéos d'art
- 2010 : Dead Storage

## Festivals
- 2013 : Festival des films du monde de Montréal pour Enfants de sourds
- 2016: Les Rendez-vous du Cinéma Québécois pour À peau d'homme
- 2017: 48 images seconde pour À peau d'homme